# بدو لولا بدو
بدو لولا بدو (به آلمانی: Lola rennt) فیلمی آلمانی به نویسندگی و کارگردانی تام تیکور و بازی فرانکا پوتنته در نقش لولا، محصول سال ۱۹۹۸ است.
این فیلم با ژانر تجربی، دلهره‌آور در جشنواره فیلم ونیز نمایش داده شد، و برای رقابت برای شیر طلایی پرداخت. این فیلم پس از انتشار با تحسین تمجید منتقدان روبرو شد و جوایز فراوانی از جمله جایزهٔ بزرگ از انجمن منتقدان فیلم بلژیک، جایزه مخاطبان در جشنواره فیلم ساندنس، بهترین فیلم در جشنوارهٔ بین‌المللی فیلم سیاتل، و هفت جایزه در جوایز فیلم آلمان را بدست آورد. این فیلم همچنین به عنوان فیلم ورودی کشور آلمان برای جایزه اسکار بهترین فیلم بین‌المللی در هفتاد و یکمین دوره جوایز اسکار انتخاب شد، هر چند که در نهایت نامزد دریافت جایزه نشد. نام این فیلم به Run Lola Run (بدو لولا بدو) در انگلیسی برگردان شده است.

## داستان
مانی دوست پسر لولا به او تلفن می‌زند و از لولا می‌خواهد که برای کمک به او چاره‌ای بیندیشد. مانی ۱۰۰هزار مارک آلمان را در قطار مترو جا گذاشته است که متعلق به رئیس یک باند قاچاق است. لولا بیست دقیقه فرصت دارد تا پول را تهیه کند و به مانی برساند وگرنه مانی برای تهیه پول به صندوق یک فروشگاه دستبرد می‌زند.

## خط فکری فیلم
فیلم با بازگشت‌های متعدد نوعی خرق عادات را در پیش روی بیننده می‌گشاید. نزدیک به برداشت‌های سورآلیستی در شکلی شخصی تر که نه در پی قضاوت بلکه در جستجوی بازنمایی رخدادها در صورت‌هایی که می‌توانستند باشند، است.

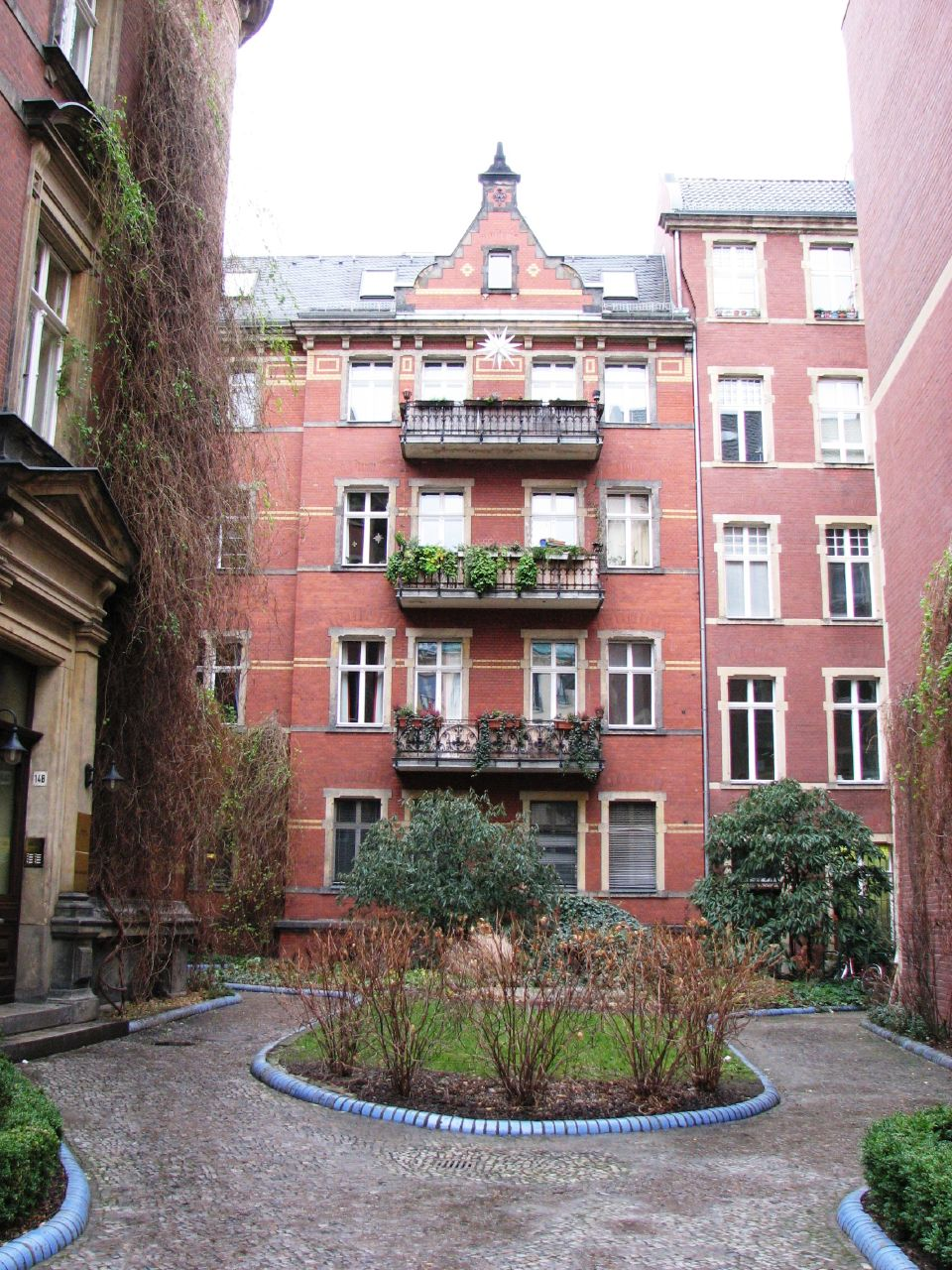
ساختمانی در برلین که هر سه داستان از آن‌جا شروع می‌شوند